# Johannes Leonardus Nierstrasz Cornelis Johanneszoon
Johannes Leonardus Nierstrasz (Gorinchem, 20 april 1824 - 's Gravenhage 9 december 1878) was een Nederlandse Kapitein-Luitenant ter zee en Tweede Kamerlid tussen 1868 en 1877.
Hij was de zoon van Mr. Cornelis Johannes Nierstrasz en Johanna de Jong. Johannes was eerst getrouwd met Collette Taylor, met wie hij 3 dochters kreeg. Na het overlijden van zijn vrouw in 1858 trouwde hij op 12 mei 1864 in Utrecht met Maria Elisabeth Margaretha van Voorst van Beest met wie hij 4 dochters en 2 zonen kreeg.